# リンゴの木の下で

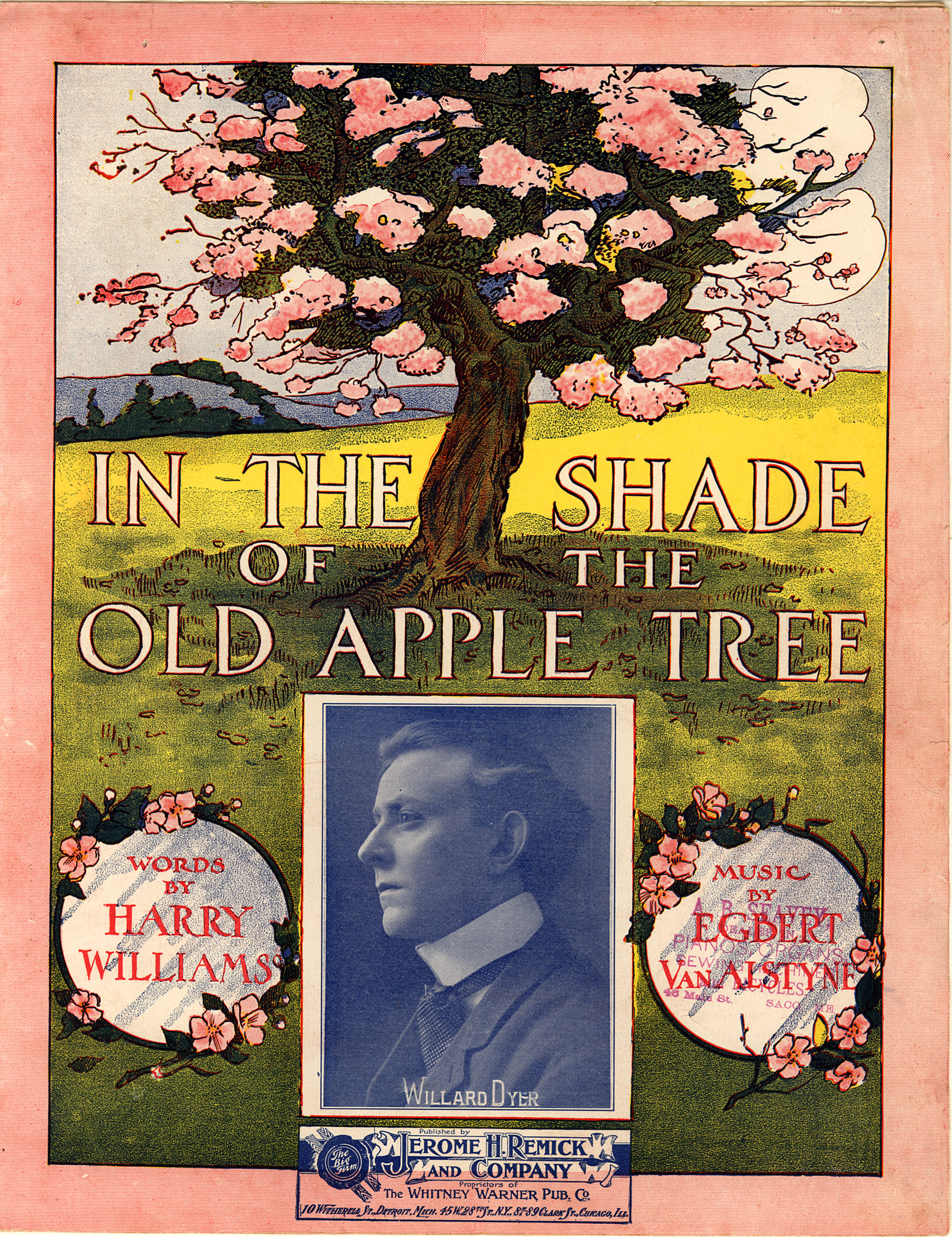
1905年に出版された楽譜の表紙

「リンゴの木の下で (In the Shade of the Old Apple Tree)」は、アメリカ合衆国の作詞・作曲家ハリー・ウィリアムズ (Harry Williams) と作曲家エグバート・バン・アルスタイン (Egbert Van Alstyne) の共作として、1905年に発表された楽曲。

## 作品概要
初期には、ヘンリー・バー (Henry Burr)、アルバート・キャンベル (Albert Campbell)、ハイドン・カルテット (Haydn Quartet) とハリー・マクドノフ (Harry Macdonough)、アーサー・プライアー (Arthur Pryor)などによるこの曲のレコードがヒットした。
1933年には、デューク・エリントンがこの曲を取り上げて、リバイバルさせた。
ペトゥラ・クラークは、1949年のイギリス映画『Vote for Huggett』の劇中で、この曲を歌っている。
このほか、ミルズ・ブラザース、ルイ・アームストロングはじめ、多数の歌手がこの曲を取り上げている。

## 歌詞
The oriole with joy was sweetly singing

The little brook was babbling it's tune

The village bells at noon were gaily ringing

The world seem'd brighter than a harvest moon

For there within my arms I gently pressed you

And blushing red, you slowly turned away

I can't forget the way I once caressed you

I only pray we'll meet another day

I've really come a long way from the city

And though my heart's breaking I'll be brave

I've brought this bunch of flowr's, I think they're pretty

To place upon a freshly moulded grave

If you will show me, Father, where she's lying

Or if it's far, just point it out to me

Said he, "She told us all when she was dying

To bury her beneath the apple tree"

In the shade of the old apple tree

Where the love in your eyes I could see

When the voice that I heard, like the song of the bird

Seem'd to whisper sweet music to me

I could hear the dull buzz of the bee

In the blossoms as you said to me

With a heart that is true, I'll be waiting for you

In the shade of the old apple tree

## 日本語による歌唱
ディック・ミネは、1937年に柏木みのる（門田ゆたか）による日本語詞で「林檎の樹の下で」としてこの曲を取り上げ、「ディック・ミネ・エンド・ヒズ・ハワイアンズ」名義でウクレレとスティールギターを用いたハワイアン風の編曲による録音を行なった。
この曲は、オンシアター自由劇場の舞台『上海バンスキング』（1979年初演）でも取り上げられ、吉田日出子が柏木（門田）による日本語の歌詞で歌っている。このバージョンは、2002年に日産・サニーのCMソングとして使用されていた。
1992年には、おおたか静流がこの曲を「林檎の木の下で」として取り上げ、アルバム『REPEAT PERFORMANCE』に収録するとともにシングル盤「悲しくてやりきれない」のB面に入れた。その後、この録音は、周防正行監督の映画『シコふんじゃった。』（1992年）のエンディングテーマとなり、さらに山田太一のドラマ『悲しくてやりきれない』にも使われた。
2008年には、井之上隆志、小林美江、横山智佐らが参加した遊座の公演として、この曲をタイトルに掲げた舞台『リンゴの木の下で～昭和21年のジャズ』が行なわれ、この曲も演奏された。
2018年に放送されたキユーピー「キユーピードレッシング」のCMでは、本作の替え歌「SALAD FOREVER」（歌唱：天野花）が使用された。作詞は道面宜久、編曲・演奏は橋本竜樹によるもの。
2022年の映画「PLAN75」の中で倍賞千恵子がカラオケで歌う。